# ويليام بليك (جيولوجي)
ويليام بليك (بالإنجليزية: William Blake)‏ هو جيولوجي أمريكي، (ولد في نيويورك في الولايات المتحدة 1826  م).